# Maurice Houvion
Pour les articles homonymes, voir Houvion.
Maurice Houvion, né le 4 juillet 1934 à Saint-Dié, est un ancien entraîneur d'athlétisme français.

## Biographie
Ancien sportif de haut niveau pratiquant le saut à la perche, licencié à l'ES Trieux-Tucquegnieux dès 1955, deux fois champion de France (1962 et 1963), il devient ensuite entraîneur national. Il obtient immédiatement ses premiers résultats avec son premier athlète, Hervé d'Encausse, avec qui il obtint une médaille de bronze aux championnats d'Europe d'athlétisme 1966 et les titres nationaux 1965, 1966, 1968 et 1972.
Il entraîne par la suite plusieurs athlètes, dont Patrick Abada et son propre fils Philippe Houvion, qui était au départ plus intéressé par une carrière de footballeur. Ils établiront un record du monde, à l'époque où l'école française domine la perche mondiale.
- En 1977, Maurice Houvion devient le Champion du Monde des vétérans à Göteborg,.. avec un bond de 4,50 m (à 43 ans) !
- 5 ans plus tard, en 1982, il est encore vice-champion d'Europe, avec 4,40 m (...il sera aussi 3e en 1984, 1986, et 1988 (à 54 ans))
- En 2005, il reste recordman de France vétérans (-55 ans) de saut à la perche, et ce depuis 1990 avec 4,00 m.

Mais il est surtout connu comme étant l'entraîneur de Jean Galfione, qui fera toute sa carrière avec lui. Ensemble, ils remporteront le titre olympique lors des Jeux Olympiques 1996 d'Atlanta mais également un titre mondial en salle en 1999. Ils remporteront également de nombreux accessits comme trois médailles de bronze aux championnats du monde d'athlétisme 1995, championnats d'Europe d'athlétisme 1998 et championnats d'Europe d'athlétisme 1994.
Maurice Houvion poursuit sa coopération avec Jean Galfione après sa retraite et, après une longue période de blessures, ils terminent ensemble leur carrière lors des championnats du monde d'athlétisme 2005 à Helsinki. Jean Galfione réussit les minima pour y participer mais échoue lors des qualifications. Cinq ans plus tard, en 2010, Maurice Houvion est promu Gloire du sport français pour sa carrière d'entraîneur.

## Palmarès
Il est double médaillé de l'Académie des sports (fait rarissime), en 1975 et 1979.

### Athlète
- 30 sélections en équipe de France A
- Il améliore à 7 reprises le record de France du saut à la perche, pour une hauteur portée de 4,48 m à 4,87 m entre 1962 et 1964.
- Champion de France 1962 et 1963.
- Blessé aux Jeux olympiques de Tokyo en 1964, il décide alors d'arrêter sa carrière d'athlète.

### Entraîneur
L'ensemble de ses résultats lui ont permis d'obtenir la Médaille de l'Académie des sports conjointement avec son fils Philippe en 1975, et le Prix Pierre-Paul Heckly de l'Académie en 1978 avec Jean-Claude Perrin.
- Hervé d'Encausse, né le 27 septembre 1943
  - 2 records d'Europe (en 1967, et 5,37 m en 1968)
  - 7 records de France
  - 4 fois champion de France
  - médaille de bronze aux championnats d'Europe 1966
  - médaille de bronze aux Jeux méditerranéens en 1963 (son fils Philippe les remportera en 1991, toujours à la perche !)
- François Tracanelli, né le 4 février 1951
  - 3 records de France
  - 1 record du monde junior
  - 4 fois champion de France (3 en plein air, 1 en salle)
  - médaille d'or aux européens en salle en 1970
  - champion d'Europe junior en 1970
- Patrick Abada, né le 22 mars 1954, international A de 1976 à 1986 (Président actuel de la section athlétisme du Racing-Club de France)
  - 1 record d'Europe (5,65 m en 1979)
  - Champion de France en salle en 1979
  - 1er à la Coupe d'Europe des nations d'athlétisme en 1983 (2e en 1979)
  - Jeux méditerranéens en 1983
  - 2e à la Coupe du monde en 1979
  - médaille de bronze aux championnats d'Europe en salle en 1980 et 1983
  - médaille de bronze aux championnats du monde universitaires en 1979
  - 4e aux Jeux Olympiques de 1976
- Philippe Houvion, né le 5 octobre 1957
  - 1 record du monde (5,77 m en 1980)
  - 6 records de France, dont 5 en 1979, et 1 en 1980
  - Champion de France en 1978 et 1979
  - Jeux méditerranéens en 1979
  - Vice-champion du monde universitaire en 1979 (3e en 1981)
  - 2e des Golden Events IAAF en 1980
  - 4e aux Jeux Olympiques de 1980
  - ...Masters des champions de golf, en 2004 à Sainte-Maxime
- Ferenc Salbert, né le 5 août 1960
  - 2 records de France en salle
  - Champion de France en 1987 et 1990
  - Champion de France en salle en 1987
  - Vice-champion d'Europe en salle en 1987
  - médaille de bronze aux mondiaux en salle 1991
  - médaille de bronze aux européens en salle 1987
- Jean Galfione, né le 9 juin 1971
  - 6 records de France en plein air, 2 en salles
  - Un total de 9 championnats de France, en plein air et en salle
  - médaille d'or aux Jeux Olympiques 1996 d'Atlanta
  - médaille d'or aux mondiaux en salle en 1999
  - médaille de bronze aux championnats du monde d'athlétisme 1995
  - médaille de bronze aux championnats d'Europe d'athlétisme 1998
  - médaille de bronze aux championnats d'Europe d'athlétisme 1994
  - médaille de bronze aux mondiaux en salle en 1993
  - médaille d'argent aux européens en salle en 1994

... d'autres grands perchistes français s'illustrèrent sur la scène internationale durant les trente années Houvion, à l'image de Pierre Quinon, de Thierry Vigneron, de Philippe Collet,... et du journaliste sportif (TF1,...) et écrivain (Doping zone - Août 2046 en 2004) Jean-Michel Bellot, né le 16 décembre 1953, recordman de France en 1976 avec 5,46 m, champion de France en 1973 et 1981, en salle en 1975, 1976 et 1977, 1er à la Coupe d'Europe des nations d'athlétisme en 1981, 2e à la Coupe du monde en 1981 et aux Jeux méditerranéens en 1979, et 3e aux championnats d'Europe en salle en 1973 et 1981 -international A de 1972 à 1982.

## Distinctions
- Officier de l'ordre national du Mérite (décret du 15 novembre 1997)[1]

## Anecdote
Son entraînement hivernal, du fait de son activité professionnelle, s'effectuait 500 mètres sous terre, dans une mine de Trieux... lui faisant ainsi dire qu'il était même devenu le champion du monde de saut à la perche souterrain sans perche![réf. souhaitée]
Il est probable que cette anecdote soit fausse.
La mine de Sancy à Trieux ne faisait que 240 m de profondeur et il n'y eut jamais de sautoir d'installé au fond.
Maurice Houvion était à cette époque-là (au début des années soixante) moniteur au centre d'apprentissage de la mine de Tucquegnieux (CAMT, où il disposait d'un sautoir) qui elle non plus ne fait pas 500 m de profondeur mais plus proche des 200.
En ces-temps, il habitait Tucquegnieux, au 1 rue de la Vierge, sa voiture était une Panhard 24CT (c'est sûr en 1962)
Il est possible qu'un sautoir fut installé au fond de la mine de Tucquegnieux, mais certainement pas à Trieux.